# Ludwig Müller
Ludwig Müller (n. 23 iunie 1883, Gütersloh, Imperiul German – d. 31 iulie 1945, Berlin, Zona de ocupație sovietică) a fost un teolog german și membru de frunte al mișcării religioase rasiste și xenofobe Deutsche Christen („creștini germani”). În 1933 a fost impus de guvernul nazist ca Reichsbischof (episcop al Reichului) al Bisericii Evanghelice Germane (în germană Deutsche Evangelische Kirche).

## Biografie
Müller s-a născut în orașul Gütersloh din provincia prusacă Westfalia, unde a învățat la Gimnaziul Evanghelic Pietist. A studiat teologia protestantă la Universitatea din Halle și la Universitatea din Bonn. După  terminarea studiilor a lucrat ca inspector școlar în orașul său natal, începând din 1905 și, de asemenea, ca vicar și predicator asistent la Herford și Wanne. În 1908 a devenit preot paroh în Rödinghausen. La izbucnirea Primului Război Mondial el a servit pe post de capelan al Marinei Imperiale Germane la Wilhelmshaven.
După război Müller s-a alăturat organizației paramilitare Stahlhelm și și-a continuat cariera de capelan militar, din anul 1926, în garnizoana din Königsberg. El a fost asociat cu nazismul începând din anii 1920, sprijinind imaginea revizionistă a unui „Cristos Arian” (sau a unui „Isus eroic”), precum și un plan de purificare a creștinismului de ceea ce era considerată „corupția evreiască”, inclusiv prin eliminarea unei părți substanțiale din Vechiul Testament.
Müller avea puțină experiență politică și, după cum acțiunile sale i-au demonstrat lui Adolf Hitler, o mică aptitudine politică. În anii 1920 și la începutul anilor 1930, înainte de ascensiunea la putere a lui Adolf Hitler și numirea sa în funcția de cancelar pe 30 ianuarie 1933, Müller era un pastor puțin cunoscut și lider regional al Deutsche Christen din Prusia Răsăriteană. Cu toate acestea, el era un „vechi luptător” (în germană Alter Kämpfer) alături de Hitler din 1931, când s-a alăturat Partidului Nazist, și a avut dorința arzătoare de a deține mai multă putere. În 1932 Müller l-a prezentat pe Hitler generalului Reichswehr Werner von Blomberg când Müller era capelan al Districtului Militar al Prusiei Răsăritene și Blomberg era comandant al districtului.

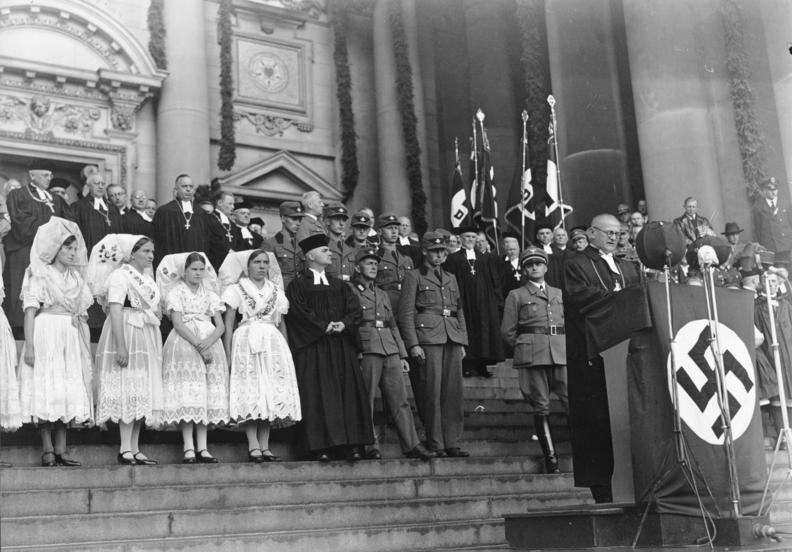
Discursul lui Müller după întronizarea oficială ca episcop al Reichului în fața Catedralei din Berlin, 23 septembrie 1934

Ca parte a procesului de nazificare (Gleichschaltung), regimul nazist plănuia să „coordoneze” toate cele 28 de organisme bisericești protestante regionale într-o singură și unitară Biserică a Reichului (Reichskirche). Müller a vrut să obțină funcția de episcop al Reichului al acestei entități nou-formate. Prima lui încercare de a obține acest post s-a încheiat cu un eșec jenant, atunci când Confederația Bisericilor Evanghelice Germane și Uniunea Bisericilor din Prusia l-au desemnat pe Friedrich von Bodelschwingh pe 27 mai 1933. În cele din urmă, cu toate acestea, după ce naziștii au forțat demisia lui Bodelschwingh, Müller a fost numit episcop regional (Landesbischof) al Uniunii Bisericilor din Prusia pe 4 august, iar pe 27 septembrie a fost ales, în sfârșit, prin mașinațiuni politice, episcop al Reichului de către un consiliu național.
Promovarea lui Müller a înfuriat multe congregații protestante și pe mulți pastori, care considerau că alegerea lui era motivată politic și intrinsec anticreștină. Fiind încă episcop regional, el a încredințat mai multe puteri episcopului Reich-ului — el însuși — ca un exemplu de imitat, spre nemulțumirea altor episcopi regionali ca Theophil Wurm (Württemberg). Pe de altă parte, sprijinul acordat lui Müller de către „creștinii germani” în cadrul Bisericii Protestante a scăzut, deoarece el nu a fost capabil să exercite o autoritate explicită. Grupările naziste radicale au vrut să se renunțe la Vechiul Testament și să se creeze o religie națională germană eliberată de influența ideilor teologice evreiești. Ei au susținut introducerea paragrafului arian în Biserică. Această controversă a dus la schismă și la înființarea unei concurente Biserici Mărturisitoare, o situație care l-a deranjat pe Hitler și a dus la reducerea puterii acordate lui Müller.
O minoritate a clerului protestant german a sprijinit mișcarea Biserica Mărturisitoare, care s-a opus implicării statului în afacerile Bisericii. Interesul lui Hitler față de această chestiune s-a diminuat până în 1937, când partidul a adoptat o atitudine mai agresivă față de clerul creștin rezistent, așa că Müller a încercat să reînvie sprijinul acordat lui, permițând Gestapo-ului să monitorizeze bisericile și grupurile de tineri creștini și promovând încadrarea tinerilor în Hitlerjugend.
A rămas credincios nazismului până la capăt. S-a sinucis la Berlin în 1945, la scurt timp după înfrângerea naziștilor.

## Legături externe
- History site